# شهرستان رادرفورد (تنسی)
شهرستان روترفورد، تنسی (به انگلیسی: Rutherford County, Tennessee) یک سکونتگاه مسکونی در ایالات متحده آمریکا است که در تنسی واقع شده‌است.

## خصوصیات
شهرستان روترفورد ۱٬۶۱۶ کیلومترمربع مساحت دارد.